# Instruments tradicionals coreans

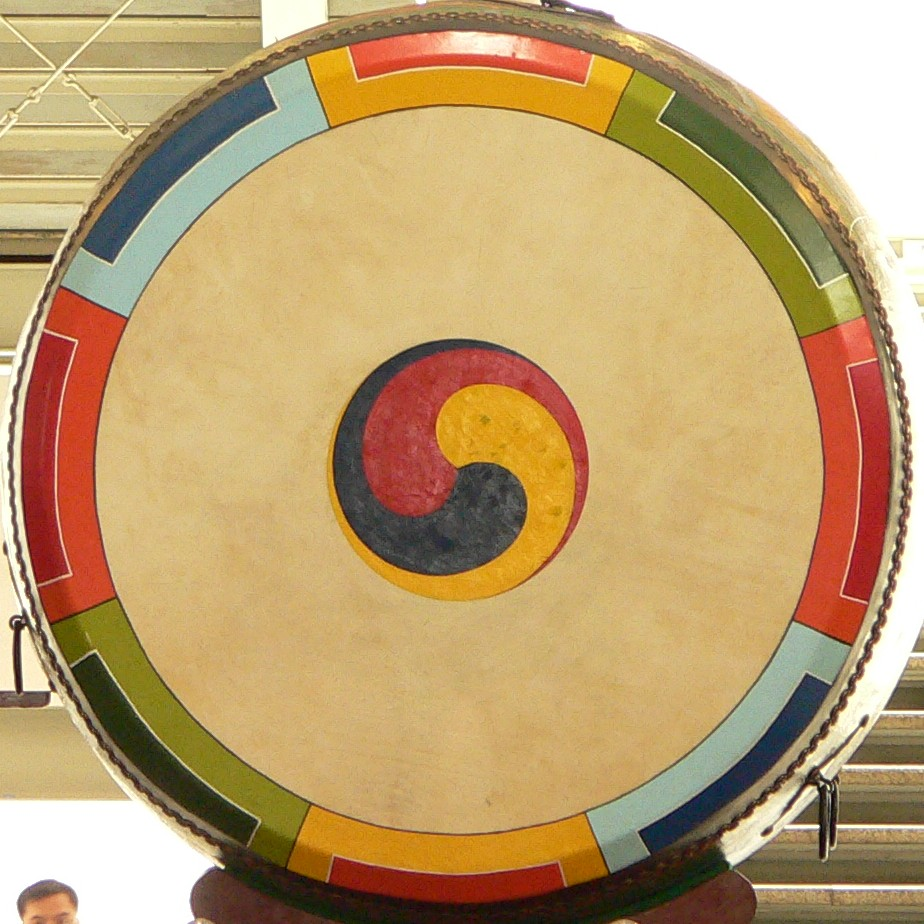
Buk, tambor tradicional coreà

Els instruments musicals coreans tradicionals comprenen una gamma ampla de cordòfons, aeròfons i instruments de percussió. Els instruments musicals coreans tradicionals provenen d'instruments musicals xinesos, com per exemple: el pyeonjong (Corea) prové del bianzhong (xinès), el pyeongyeong (Corea) ve del bianqing (xinès), el banghyang (Corea) prové del fangxiang (xinès), l'ulla (Corea) deriva del yunluo (xinès), l'eo (Corea) ve del Yu (xinès), el chuck (Corea) del zhu (xinès), el bu (Corea) ve del fou (xinès) i el guhyeon (Corea) del kouxian (xinès).
Hi ha aproximadament 60 instruments tradicionals a Corea. Alguns tenen orígens locals i es remunten al segle IV; mentre que uns altres es van adaptar a Corea després d'haver estat introduïts des d'Occident o Xina. Tot i que alguns d'aquests instruments no han superat el pas del temps, altres n'han guanyat popularitat amb el pas dels anys. De fet, hi ha 20 instruments tradicionals que encara s'utilitzen avui en dia.
Els instruments tradicionals coreans es realitzen utilitzant materials disponibles localment i es diu que són merament portadors del so natural produït pels seus materials. Un text escrit el 1903 classifica els instruments musicals tradicionals coreans en vuit grups basats en els seus materials: metall, corda, bambú, pell animal, fusta, argila, carbassa i pedra. Avui en dia, els instruments es classifiquen pel mateix sistema que s'utilitza a occident, és a dir, segons com es produeix el so. Basant-se en aquest sistema, els instruments tradicionals es divideixen en categories de corda, vent i percussió.
Els instruments tradicionals coreans també es poden classificar segons el gènere, que freqüentment es defineix per l'ocasió en què es realitza la música, s'utilitza l'instrument. Tot i que hi ha molts tipus de música coreana tradicional en aquest sistema, la música tradicional coreana es pot dividir en gran manera en els principals grups de música i música tradicional. La música de cort és, segons el tipus de cerimònia, subdividida en Jeryeak (música ritual ancestral reial) i Gullyeak (música utilitzada en cerimònies militars).
A la categoria de música tradicional, el gènere anomenat nongak es refereix a la música que fan els agricultors amb percussió i instruments de vent. També anomenat pungmullori (풍물 놀이), és un art integral que combina el cant, el ball i l'acrobàcia. Més endavant es va convertir en samulnori (사물 놀이) (amb quatre intèrprets, cada un tocant el kkwaenggwari, jing, janggu o buk), una adaptació moderna de pungmul per a representacions escèniques.

## Instruments de corda[3]
Els instruments de corda coreana inclouen els pinçats, fregats i percudits. La majoria d'instruments coreans utilitzen cordes de seda, d'ús d'instruments de corda coreà cordes de seda, excepte els assenyalats.

### Instruments de corda pinçada
- Gayageum (hangul: 가야금; hanja: 伽倻琴) – Una cítara llarga amb 12 cordes; les versions modernes poden tenir 13, 17, 18, 21, 22, o 25 cordes

- Geomungo (hangul: 거문고; hanja: 玄 – Cítara baixa amb trasts que té entre sis i onze cordes de seda que es pincen amb una vara de bambú i que es toca amb un pes fet de roba
- Daejaeng (hangul: 대쟁; hanja: 大筝) – Cítara llarga de 15 cordes, lleugerament més gran que el gayageum; va ser utilitzada durant el període Goryeo però ha caigut en desús
- Seul (hangul: 슬; hanja: 瑟) – Cítara llarga amb 25 cordes, prové del xinès se; avui dia només s'utilitza a Munmyo jeryeak (música ritual confuciana)
- Geum (hangul: 금; hanja: 琴) – Una cítara de 7 cordes, derivada del xinès guqin; també anomenat chilheyongeum; utilitzat avui dia només a Munmyo jeryeak (música ritual confuciana)
- Gonghu (hangul: 공후; hanja: 箜篌) – Arpa (ja no s'utilitza). Existien quatre subtipus segons la forma:
- Sogonghu (hangul: 소공후; hanja: 小箜篌; Literalment "arpa petita") – arpa amb caixa de so, 13 cordes, i una clavilla que s'entaforava al cinturó de l'intèrpret
- Sugonghu (hangul: 수공후; hanja: 豎箜篌; Literalment "arpa vertical") – arpa vertical sense caixa de so i 21 foto Arxivat 2001-07-06 a Wayback Machine. cordes
- Wagonghu (hangul: 와공후; hanja: 臥箜篌; Literalment "arpa caiguda") – arpa arquejada amb una caixa de so interna gran i 13 cordes, similar al birmà saung gauk foto Arxivat 2012-02-05 a Wayback Machine.
- Daegonghu (hangul: 대공후; hanja: 大箜篌) – Arpa vertical gran amb 23 cordes
- Bipa (hangul: 비파; hanja: 琵琶) – Un llaüt amb forma de pera amb quatre o cinc cordes (el subtipus inclou el hyangbipa, de 5 cordes, també anomenat jikgyeongbipa; i el dangbipa de 4 cordes)
- Wolgeum (hangul: 월금; hanja: 月琴) – Un llaüt amb cos amb forma de lluna, de fusta, amb quatre cordes i 13 trasts; ja no s'utilitza
- Cheolhyeongeum (hangul: 철현금; hanja: 鐵絃琴) – Un geomungo amb 8 cordes d'acer pinçades amb una vara de bambú i tocat amb un slide de vidre o metall, es va desenvolupar durant el segle XX
- Ongnyugeum (hangul: 옥류금; hanja: 玉流琴) – Una gran cítara modernitzada amb 33 cordes de niló entorxat, creat a Corea el 19733; pronunciat ongryugeum al nord de Corea
- Oungum (hangul: 어은금) - Un llaüt amb forma de perda, amb cinc cordes similars a la hyangbipa; utilitzat només a Corea del Nord
- Samhyeon 三线 Un banjo de tres cordes derivat del xinpes sanxian
- Dúhyeongeum 独弦琴 Cítara monocorde afinada en do3

### Instruments de corda fregada
- Haegeum (hangul: 해금; hanja: 奚琴) – Violí vertical de dues cordes
- Ajaeng (hangul: 아쟁; hanja: 牙箏) – Una cítara de corda fregada, provenia del xinès yazheng i avui dia només s'utilitza en el Munmyo jeryeak (música ritual confuciana)
- Sohaegeum (hangul: 소해금; hanja: 小奚琴) – Un violí modernitzat amb quatre cordes, utilitzat només a Corea del Nord
- Junghaegeum (hangul: 중해금; hanja: 中奚琴) - Un violí modernitzat amb quatre cordes similars a viola moderna, utilitzat només a Corea del Nord
- Daehaegeum (hangul: 대해금; hanja: 大奚琴) - Un violí modernitzat amb quatre cordes similar al violoncel, utilitzat només dins Corea del Nord
- Jeohaegeum (hangul: 저해금; hanja: 低奚琴) - De la famíla del violí, similar a un contrabaix; utilitzat només a Corea del Nord

### Instruments de corda percudida
- Yanggeum (hangul: 양금; hanja: 洋琴) – Un dulcimer amb cordes de metall, percudit amb baquetes de bambú
- Jeongideolsimeo 전기덜시머 - Un dulcimer elèctric amb pickups tocat amb baquetes de bambú.
- Chug 筑 - Una cítara similar al zhu.
- Uhyeongeum牛筋琴 - Una cítara similar al niujinqin.

## Instruments de vent[4]

### Flautes
- Taegeum (hangul: korean langguage; hanja:) – Flauta travessera de bambú amb una membrana vegetal a l'embocadura (vuit forats)
- Daegeum (hangul: 대금; hanja: 大琴 O 大笒) – Flauta travessera de bambú amb una membrana vegetal a l'embocadura (set forats)
- Junggeum (hangul: 중금; hanja: 中琴 O 中笒) – Flauta travessera de bambú sense membrana vegetal a l'embocadura
- Sogeum (hangul: 소금; hanja: 小琴 O 小笒) – Flauta travessera de bambú sense membrana brunzidora. (set forats)
- Danso (hangul: 단소; hanja: 短簫) – Flauta vertical de bambú (quatre forats)
- Tungso (hangul: 퉁소; hanja: 洞簫) – Flauta vertical de bambú, al principi anomenada tongso (cinc forats)
- Yak (hangul: 약; hanja: 籥) – Una flauta de bambú vertical amb tres forats, utilitzada al Munmyo jeryeak (música ritual confuciana)
- Ji (hangul: 지; hanja: 篪) – Flauta de bambú vertical antiga amb un cinc forats que sobresurten i cinc forats de dit (un a la part posterior i quatre al davant), només s'utilitzava a l'aak; prové del xinès chí; utilitzat també a Munmyo jeryeak
- Jeok (hangul: 적; hanja: 翟)
- So (hangul: 소; hanja: 簫) – Flauta de pan; prové del xinès paixiao; utilitzat només a Munmyo jeryeak
- Dangjeok (hangul: 당적; hanja: 唐笛) – Flauta travessera de bambú d'origen xinès (Tang), lleugerament més petita que el junggeum
- Hun (hangul: 훈; hanja: 塤) – Una flauta globular feta d'argila cuita d'origen prehistòric, té una embocadura similar a la del shakuhachi i no com una ocarina (que té un disseny més proper al xiulet)

### Oboès
- Piri (hangul: 피리; hanja: 觱篥) – Oboè cilíndric amb cos de bambú. Hi ha quatre varietats de piri:
- Hyang piri (hangul: 향피리; hanja: 鄕觱篥)
- Se piri (hangul: 세피리; hanja: 細觱篥)
- Dang piri (hangul: 당피리; hanja: 唐觱篥)
- Dae piri (대피리)
- Taepyeongso (hangul: 태평소; hanja: 太平簫; també anomenat hojok) – Oboè cònic amb un cos de fusta i campana de metall
  - Jangsaenap (hangul: 장새납)

### Orgues de boca
- Saenghwang (hangul: 생황; hanja: 笙簧) – Orgue de boca de llengüeta lliure amb 17 tubs de bambú; derivat del xinès sheng
- U (hangul: 우; hanja: 竽) – Orgue de boca de llengüeta llliure, de mida gran; derivat del xinès yu; ja no s'utilitza
- Hwa (hangul: 화; hanja: 和) – Orgue de boca amb 13 tubs de bambú; derivat del Xinès ell; ja no s'utilitza

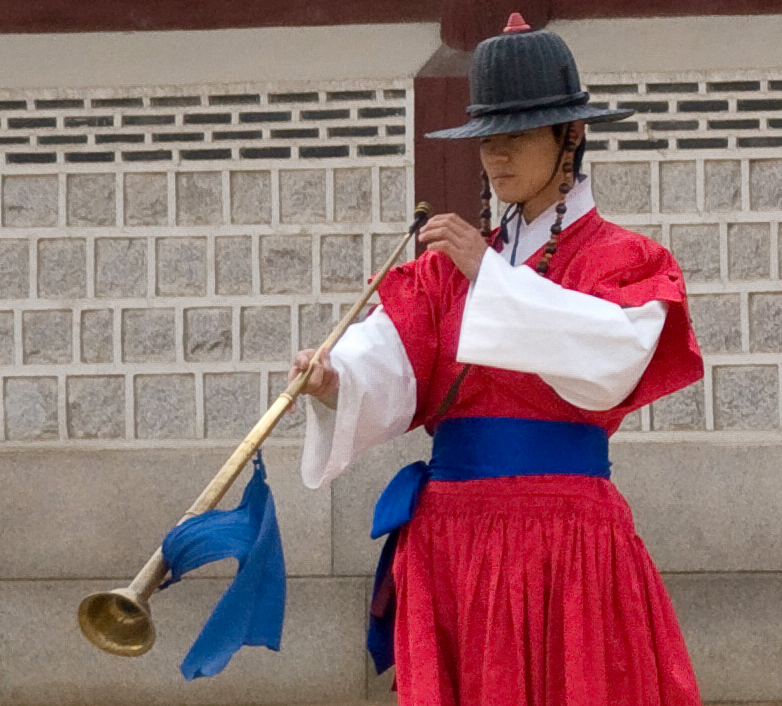
Un músic tocant el nabal

### Trompes
- Nabal (hangul: 나발; hanja: 喇叭) – Trompa de metall
- Nagak (hangul: 나각; hanja: 螺角) – Corn marí; també anomenat sora

## Percussió[5]

### Campanes
- Jong (hangul: 종; hanja: 鐘) – Campana de bronze
- Pyeonjong (hangul: 편종; hanja: 編鐘) – Conjunt de 16 campanes de bronze afinades que s'empren a la música de cort; derivat del xinès bianzhong
- Teukgjong (hangul: 특종; hanja: 特鐘) – Una sola campana gran de bronze
- Pyeongyeong (hangul: 편경; hanja: 編磬) – Conjunt de 16 campanes de pedra afinades que s'utilitzen a la música de cort antiga, derivat del xinès bianqing
- Teukgyeong (hangul: 특경; hanja: 特磬) – Una sola campana gran de pedra afinada
- Banghyang (hangul: 방향; hanja: 方響) – Metal·lòfon amb 16 peces (lloses) afinades de ferro; deriva del xinès fangxiang
- Ulla (hangul: 운라; hanja: 雲鑼 O 雲羅) – Conjunt de deu gongs petits i afinats suspesos en un marc de fusta; deriva del xinès yunluo

### Tambors
- Buk (hangul: 북) – Tambor de barril utilitzat principalment al pansori, pungmul i samulnori. El terme buk també s'utilitza en coreà com a terme genèric per referir-se a qualsevol tipus de tambor.
- Pungmul-buk – Utilitzat en el pungmul
- Soribuk – Utilitzat per acompanyar pansori
- Janggu o janggo (hangul: 장구 o 장고; hanja: 杖鼓 o 長鼓) – Una tambor de doble membrana amb forma de rellotge de sorra tocat normalment amb una baqueta i una mà
- Galgo (hangul: 갈고; hanja: 羯鼓) – Similar al janggu però tocat amb dues baquetes més primes; de vegades s'ha anomenat yanggo o yangjanggo; generalment ja no s'utilitza
- Jingo (hangul: 진고;: 晉鼓) – Tambor de barril més gran
- Jeolgo (hangul: 절고; hanja: 節鼓) – Tambor de barril
- Jwago (hangul: 좌고; hanja: 座鼓) – Tambor de barril suspès en un marc de fusta
- Geongo (hangul: 건고; hanja: 建鼓) – Tambor de barril enorme
- Yonggo (hangul: 용고; hanja: 龍鼓) – Un tambor de barril amb un drac pintat a la caixa; utilitzat a daechwita
- Eunggo (hangul: 응고; hanja: 應鼓) – Tambor de barril suspès d'un marc
- Sakgo – (hangul: 삭고; hanja: 朔鼓) – Tambor de barril llarg suspès d'un marc de fusta
- Gyobanggo (hangul: 교방고; hanja: 敎坊鼓) – Tambor pla suspès d'un marc
- Junggo (hangul: 중고; hanja: 中鼓) – Tambor pla suspès d'un marc; similar al gyobanggo però més gran
- Sogo (hangul: 소고; hanja: 小鼓) – Tambor petit subjectat amb una mà
- Nogo (hangul: 노고; hanja: 路鼓) – Conjunt de dos tambors subjectats a un pal o mànec
- Nodo (hangul: 노도; hanja: 路鼗) – Conjunt de dos tambors petits en un mànec que es mou per a fer-los sonar, utilitzat a la música ritual
- Yeongdo (hangul: 영도; hanja:靈鼗) – Quatre tambors en un pal o mànec, que es mou per fer-los sonar, utilitzat a la música ritual
- Noedo (hangul: 뇌도; hanja: 雷鼗)) – Sis tambors petits suspesos en un marc; utilitzat a la música ritual
- Noego (hangul: 뇌고; hanja: 雷鼓) – Tres tambors petits de barril subjectats a un pal o mànec, que es mou per fer-los sonar
- Fer (도) – tambor amb una piloteta subjecta en un pal o mànec

### Gongs
- Kkwaenggwari (hangul: 꽹과리) – Gong petit utilitzat principalment a la música tradicional
- Jing (hangul: 징; hanja: 鉦) – Gong gran, al principi s'anomenava jeong (정)

### Platets
- Jabara (hangul: 자바라; també anomenat bara, bal, o jegeum, consisteix en un parell de platets de llautó gran

### Altres instruments
- Bak (hangul: 박; hanja: 拍) – Batall de fusta utilitzat a la música de cort i la música ritual
- Bu (hangul: 부; hanja: 缶) – Olla d'argila utilitzada a la música ritual confuciana; deriva del xinès fǒu
- Chuk (hangul: 축; hanja: 柷) – Caixa de fusta, es toca amb una baqueta a dins per marcar el ritme, deriva del xinès zhù; és utilitzat a la música ritual antiga
- Eo (hangul: 어; hanja: 敔) – Instrument de percussió de fusta tallada en la forma d'un tigre amb unes dents serrades a la part superior, es toca amb una vara de bambú per marcar el final de les peces, deriva del xinès yǔ
- Guhyeon - Guimbarda, prové del xinès kouxian.